# Clytia delicatula
Clytia delicatula är en nässeldjursart som först beskrevs av Thornely 1900.  Clytia delicatula ingår i släktet Clytia och familjen Campanulariidae. Inga underarter finns listade i Catalogue of Life.